# Rvatska
Rvatska en serbe latin et Rëvatskë en albanais (en serbe cyrillique : Рватска) est une localité du Kosovo située dans la commune/municipalité de Leposavić/Leposaviq, district de Mitrovicë/Kosovska Mitrovica. Selon des estimations de 2009 comptabilisées pour le recensement kosovar de 2011, elle compte 253 habitants, dont une majorité de Serbes.

## Géographie
Rvatska/Rëvatskë est situé à 13 km au nord-ouest de Leposavić/Leposaviq. Le village fait partie de la communauté locale de Vračevo/Vraqevë.

## Démographie

### Évolution historique de la population dans la localité
| 1948 | 1953 | 1961 | 1971 | 1981 | 1991 | 2009 |
| ---- | ---- | ---- | ---- | ---- | ---- | ---- |
| 561  | 660  | 722  | 683  | 684  | 640  | 253  |

|  |